# Ancienne salle de cérémonie de Prague

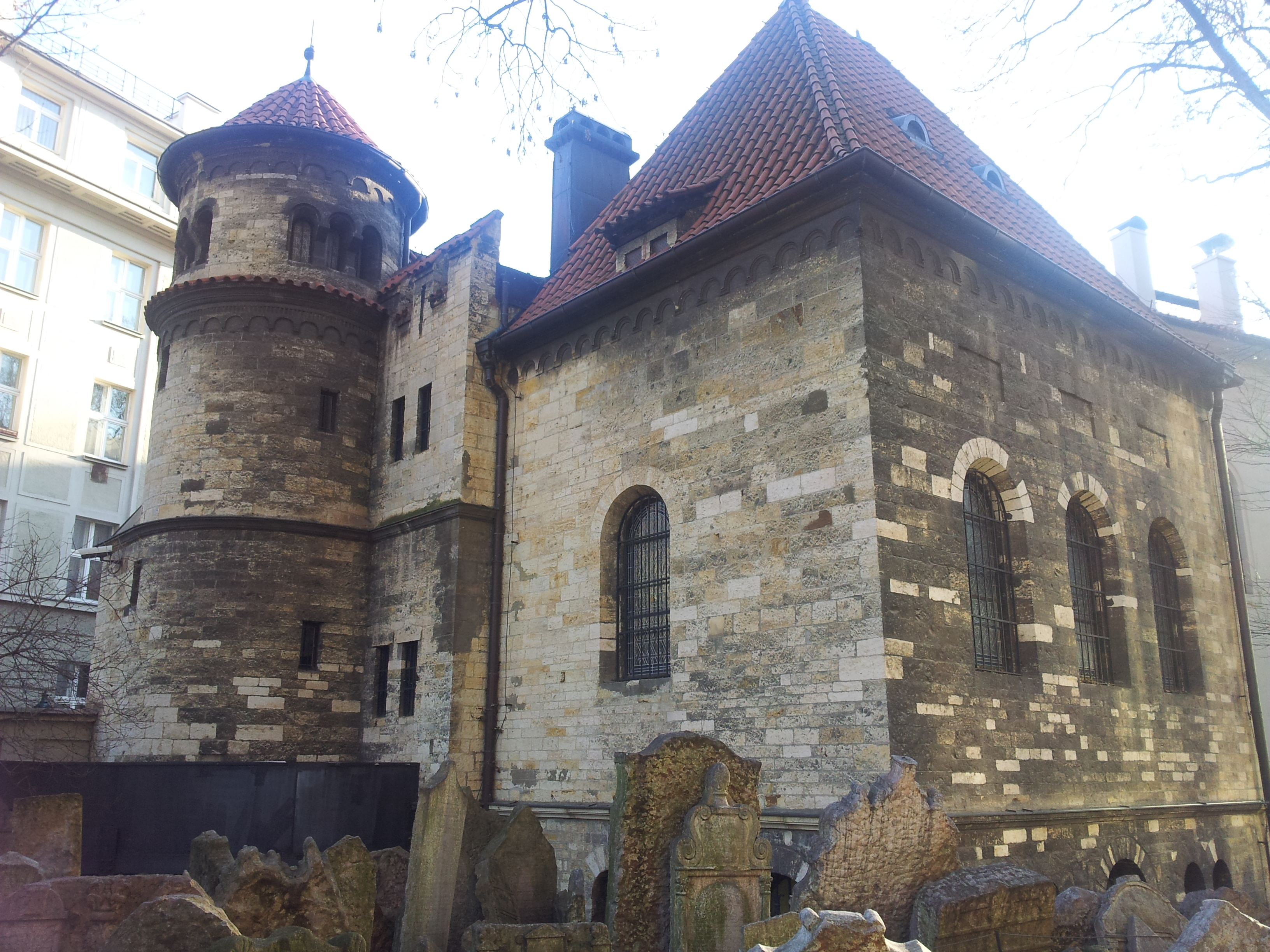
Bâtiment abritant l'ancienne salle de cérémonie du vieux cimetière juif de Prague (vu depuis le cimetière).

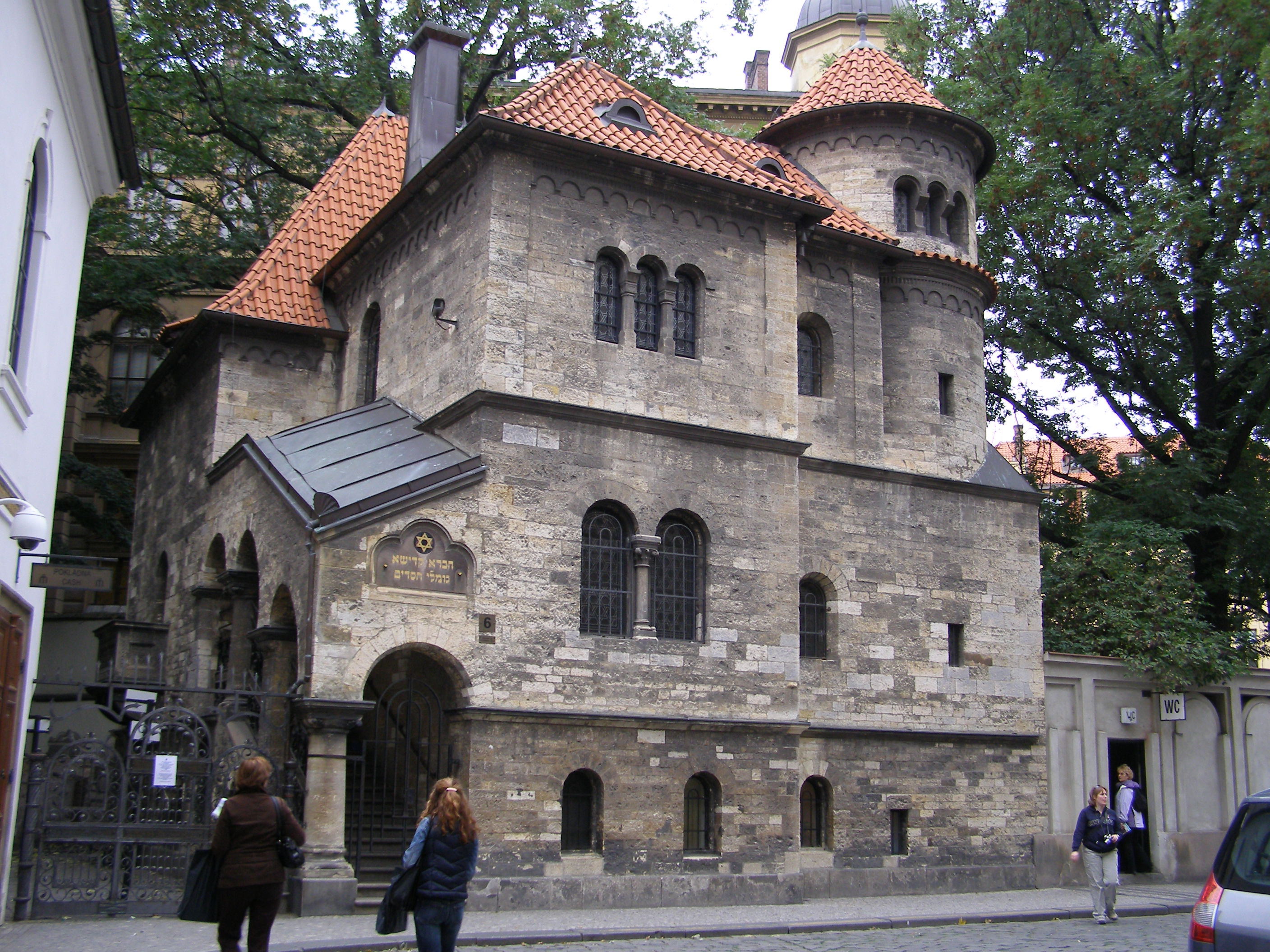
Bâtiment abritant l'ancienne salle de cérémonie du vieux cimetière juif de Prague (vu depuis la rue).

L'ancienne salle de cérémonie de Prague est un monument de Josefov, le quartier juif de Prague[Où ?].

## Historique
L’édifice néo-romain abritant l’ancienne salle de cérémonie et la morgue de l’ancien cimetière juif fut construit en 1911-1912 par l’architecte J. Gerstl.

## Exposition
En tant qu’élément du Musée Juif, l'ancienne salle de cérémonie de la Confrérie des pompes funèbres de Prague (fondée en 1564), devint plus tard une exposition consacrée aux traditions et coutumes juives, Le cours de la vie.